# Tzajalá Jericó
Tzajalá Jericó är en ort i Mexiko.   Den ligger i kommunen Chilón och delstaten Chiapas, i den sydöstra delen av landet, 800 km öster om huvudstaden Mexico City. Tzajalá Jericó ligger 1 051 meter över havet och antalet invånare är 231.
Terrängen runt Tzajalá Jericó är kuperad åt nordväst, men åt sydost är den bergig. Runt Tzajalá Jericó är det glesbefolkat, med 16 invånare per kvadratkilometer. Närmaste större samhälle är Ocosingo, 11,7 km söder om Tzajalá Jericó. I omgivningarna runt Tzajalá Jericó växer i huvudsak städsegrön lövskog.